# 丘佩爾諾西夫
49°39′41″N 24°32′11″E / 49.66139°N 24.53639°E
丘佩爾諾西夫（烏克蘭語：Чуперносів），是烏克蘭西部的村莊，隸屬利維夫州的利維夫區。該村面積1.48平方公里，海拔高度305米，2001年人口226，人口密度每平方公里152.7人。